# Генетика развития растений
Генетика развития растений (биология развития растений) — частная отрасль генетики, изучающая особенности развития растений, гены, экспрессирующиеся и обеспечивающие нормальное формирование и функционирование тканей и органов растений.
Генетика развития растений является одним из наиболее бурно развивающихся направлений современной генетики, которое имеет огромное фундаментальное и прикладное значение. В настоящее время в ряде отечественных вузов биологического и сельскохозяйственного профиля осуществляется подготовка специалистов для работы в различных областях биологии и генетики развития растений.

## Становление науки
Современное состояние биологии характеризуется бурным переходом от описательного отражения действительности к расшифровке конкретных закономерностей, лежащих в основе живой природы. При этом традиционные биологические вопросы типа «как выглядит объект?» и «что с ним происходит?» сменились на совершенно новые — «почему он выглядит именно так?» и «как он функционирует?».
Безусловно, попытки ответить на эти вопросы неоднократно предпринимались и раньше. Однако по-настоящему возможным это стало лишь с пониманием того, что каждое проявление жизни, каким бы сложным оно не казалось, является в конечном итоге результатом функционирования определённых молекул при всем многообразии их взаимодействий. Современная наука располагает всего лишь двумя прямыми подходами, позволяющими исследовать биологические функции молекул. Первый подход заключается в анализе последствий, вызванных инактивацией определённых молекул организма (этого можно достичь, либо используя узко специфичные ингибиторы, либо получая мутации, нарушающие нормальный биосинтез именно данных молекул). Напротив, альтернативный подход предполагает увеличение активности исследуемых молекул либо при их добавлении извне, либо за счёт усиления их биосинтеза in vivo (например, в случае трансформации организма дополнительными копиями соответствующего гена). При этом независимо от выбранного подхода, основную роль в таких исследованиях играют методы молекулярной биологии и генетики. Именно по этой причине синтез молекулярно-биологического и -генетического подходов, получивший название молекулярная генетика, стал ведущей идеологией большинства направлений современной биологии.
Одним из таких направлений является биология развития. Если в своём первоначальном виде эта наука сформировалась на стыке эмбриологии, физиологии и цитологии, то именно использование молекулярно-генетических подходов позволяет успешно расчленять сложнейшие процессы развития на множество «элементарных» стадий, каждая из которых обслуживается строго определёнными молекулами и контролируется особой группой генов.
В то же время, учитывая значительное своеобразие высших растений, правомочно поставить следующий вопрос: существуют ли некие особенности клеточной дифференцировки или морфогенеза, характерные только для данной группы эукариот? В этом плане молекулярная генетика развития растении несомненно представляет не только фундаментальный, но и огромный практический интерес.

## История
За свою более чем 200-летнюю историю биология развития высших растений прошла через несколько этапов, отражающих постепенную эволюцию взглядов на существо изучаемой проблемы.
- На первом из этих этапов практически все внимание уделялось лишь общему описанию развития высших растений применительно к конкретным видам или более крупным таксономическим единицам.
- С началом второго этапа, основные интересы исследователей были переключены на анализ разнообразных внешних факторов (таких как освещённость, температура, химический состав окружающей среды и т. п.), оказывающих существенное влияние на развитие растений.
- Центральным событием третьего этапа стало обнаружение эндогенных соединений, осуществляющих регуляцию развития организма (в случае растений подобные вещества были названы фитогормонами). На этом этапе неоднократно предпринимались попытки объяснить все закономерности развития растений именно за счёт особенностей функционирования фитогормональных систем.
- Начало четвёртого этапа было ознаменовано выявлением отдельных мутаций, не затрагивающих фитогормональную систему, но заметно влияющих на процессы развития растения. Эти данные убедительно свидетельствовали о том, что по меньшей мере некоторые процессы развития контролируются у высших растений не только фитогормональной системой, но и определёнными генами. Впрочем, никаких представлений о конкретной роли подобных генов ещё сформулировано не было.
- Современный (пятый) этап оперирует уже не отдельными генами, а так называемыми генетическими программами развития. Каждая такая программа представляет собой определённую последовательность из многочисленных «элементарных» событий, лежащих в основе морфогенеза или же клеточной дифференцировки. При этом любое из рассматриваемых событий (другими словами — любой молекулярный процесс в составе отдельной программы развития) является закономерным результатом предыдущего и служит непосредственной причиной последующего. Таким образом, каждую подобную программу можно рассматривать в качестве конкретной причинной основы закономерного развития организма.

## Направления
Генетика развития растений проводит свои исследования в следующих направлениях:
1. Генетический контроль онтогенеза
2. Генетический контроль сигнальных путей
3. Генетические механизмы регуляции экспрессии генов
4. Генетические механизмы, контролирующие взаимодействия клеток и тканей

## Методы
1. Методы классической генетики:
  - Клональный анализ (использование генетических химер)
  - Мутационный анализ
  - Генетический анализ
2. Методы физиологической и биохимической генетики
  - Биометрический анализ
  - Молекулярно-генетический и системный подходы
  - Изучение биосинтеза белков, жиров, углеводов и нуклеиновых кислот
3. Методы молекулярной генетики
  - Клонирование и молекулярный анализ генов
  - Изучение экспрессии генов
4. Методы генетической трансформации
  - Функциональный анализ клонированных генов
  - Анализ клонов

## Основные понятия
Онтогенез (индивидуальное развитие, от др.-греч. ὤν, gen. ὄντος ʻсущийʼ и γένεσις ʻзарождениеʼ) растения — это естественный процесс с последовательной сменой нескольких возрастных этапов, среди которых принято выделять:
1. Эмбриональный — от зиготы до созревания семени (включительно).
2. Ювенильный — от прорастания семени до начала формирования репродуктивных органов.
3. Зрелость и размножение —закладка и развитие репродуктивных органов, образование семян и плодов.
4. Старость и отмирание

В онтогенезе реализуются потенции генотипа в определённых условиях среды, в результате чего формируются растения определённого фенотипа.
Онтогенез растения включает в себя два существенных аспекта: собственно жизнь особи (она начинается со стадии зиготы и продолжается вплоть до естественной смерти) и воспроизведение новых особей (также начинается с зиготы, но заканчивается формированием гамет).
В процессе эволюции у высших растений произошло пространственное совмещение гапло- и диплофаз в одном организме: гаметофит развивается прямо на спорофите. Этот момент очень важен, поскольку спорофит имеет собственную эффективную систему защиты, за счёт чего защищённым становится и гаметофит.
Рост — понятие, характеризующее необратимые количественные изменения, происходящие во время развития организма.
Дифференцировка — качественные изменения, происходящие в процессе развитии организма наряду с количественными.
Морфогенез — это процесс формообразования, то есть закладки, роста и развития органов растения. Таким образом, дифференцировка, рост и морфогенез являются тесно взаимосвязанными процессами.
Детерминация — процесс, когда дифференцировка приводит к необратимому изменению клеток. 

## Модельные растения
Генетика развития в своих исследованиях использует модельные растения. Такие растения должны иметь короткий цикл развития, иметь небольшое количество хромосом и обладать высокой плодовитостью.
- Резуховидка Таля Arabidopsis — гены онтогенеза, гены развития корней, побегов, листьев и цветков
- Львиный Зев Antirrhinum majus — гены развития цветка и соцветий, побегов и листьев

Результаты, полученные при изучении модельных растений, можно экстраполировать на растения, которые трудно изучить.